# 중국인민해방군국방과기대학

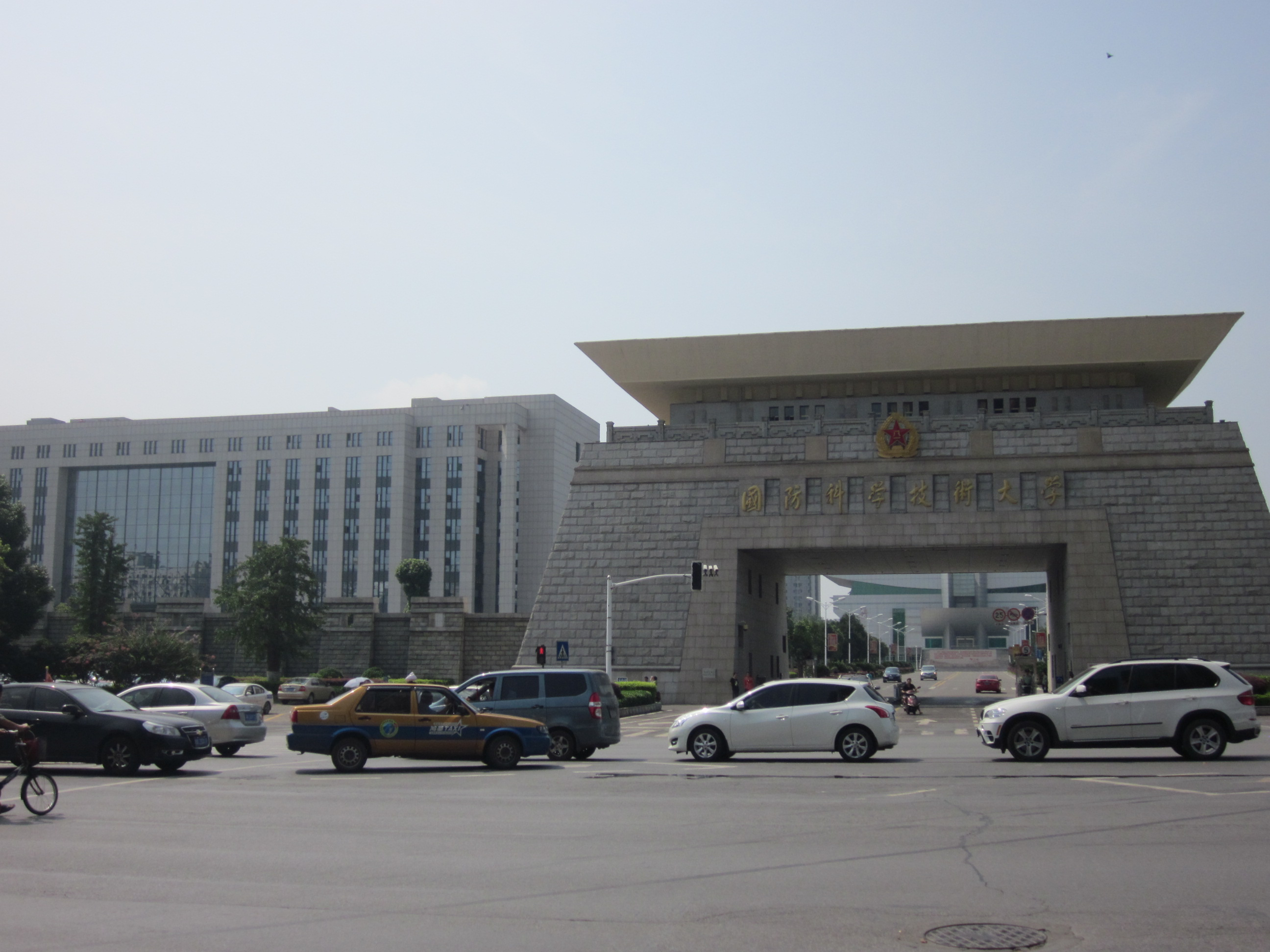

중국인민해방군국방과기대학(중국어: 中国人民解放军国防科技大学, National University of Defense Technology, NUDT)은 중화인민공화국 후난성 창사시의 국·공립 연구형 대학이다.
이 대학교는 A등급의 쌍일류(双一流) 대학이다. 중화인민공화국 중앙군사위원회가 직접 통솔하고 중화인민공화국 국방부와 중화인민공화국 교육부가 동시 관리한다.
학생 수는 15,700명이며 1953년 9월 1일 설립되었다.

## 같이 보기
- TOP500